# Greg Searle
Gregory Mark Pascoe „Greg” Searle (ur. 20 marca 1972 w Ashford) – brytyjski wioślarz. Trzykrotny medalista olimpijski, mistrz świata.
Na początku kariery jego stałym partnerem w osadzie był starszy brat, Jonny. Na igrzyskach w Barcelonie triumfowali w dwójkach ze sternikiem (Garry Herbert), Cztery lata później w Atlancie zdobyli brązowy medal w czwórce bez sternika. W 2000 w Sydney zajął czwarte miejsce w dwójkach, partnerował mu tym razem Ed Coode. W 2012 w Londynie był w składzie ósemki, która zajęła trzecie miejsce.
Siedmiokrotnie był medalistą mistrzostw świata, w tym raz złotym: w 1993 w dwójce ze sternikiem. W 1995 (czwórka) i 2010 oraz 2011 (ósemka) sięgał po srebro, a w 1991 (ósemka), 1994 (czwórka) oraz w 1997 (jedynka) po brąz tej imprezy.